# Margherita di Vendôme
Margherita di Vendôme o Margherita di Borbone (26 ottobre 1516 – La Chapelle-d'Angillon, 20 ottobre 1559) era una principessa della casa di Borbone.

## Biografia
Era figlia di Carlo IV di Borbone-Vendôme, e di sua moglie, Francesca d'Alençon. Era la sorella maggiore di Antonio di Borbone-Vendôme, re di Navarra.
Dal 1527, suo padre divenne il quarto nella linea di successione del trono francese e il capo della dinastia borbonica.

## Matrimonio
Sposò, il 19 gennaio 1538 al Palazzo del Louvre, Francesco I di Nevers, duca di Nevers.
Ebbero cinque figli:
- Francesco II (1540-1562);
- Enrichetta (1542-1601), sposò Ludovico Gonzaga;
- Giacomo (1544-1564);
- Caterina (1548-1633), sposò in prime nozze Antonio III di Croy e in seconde nozze Enrico di Guisa;
- Maria (1553-1633), sposò Enrico I di Borbone-Condé.

## Morte
Morì il 20 ottobre 1559 al castello di La Chapelle d'Angillon.

## Ascendenza
|                                |                       |                                    | Genitori                       |  |  | Nonni |  |  | Bisnonni                         |  |  | Trisnonni                  |  |
|                                |                       |                                    |                                |  |  |       |  |  | Giovanni VIII di Borbone-Vendôme |  |  | Luigi I di Borbone-Vendôme |  |
|                                |                       |                                    |                                |  |  |       |  |  | Giovanni VIII di Borbone-Vendôme |  |  | Luigi I di Borbone-Vendôme |  |
|                                |                       | Giovanna di Montfort               |                                |  |  |       |  |  | Giovanni VIII di Borbone-Vendôme |  |  |                            |  |
| Francesco di Borbone-Vendôme   |                       |                                    |                                |  |  |       |  |  | Giovanni VIII di Borbone-Vendôme |  |  |                            |  |
|                                |                       | Isabelle de Beauvau                | Luigi di Beauvau               |  |  |       |  |  |                                  |  |  |                            |  |
|                                |                       | Isabelle de Beauvau                | Luigi di Beauvau               |  |  |       |  |  |                                  |  |  |                            |  |
|                                |                       | Isabelle de Beauvau                | Margherita di Chambley         |  |  |       |  |  |                                  |  |  |                            |  |
| Carlo IV di Borbone-Vendôme    |                       | Isabelle de Beauvau                |                                |  |  |       |  |  |                                  |  |  |                            |  |
|                                |                       | Pietro II di Lussemburgo-Saint-Pol | Luigi di Lussemburgo-Saint-Pol |  |  |       |  |  |                                  |  |  |                            |  |
|                                |                       | Pietro II di Lussemburgo-Saint-Pol | Luigi di Lussemburgo-Saint-Pol |  |  |       |  |  |                                  |  |  |                            |  |
|                                |                       | Pietro II di Lussemburgo-Saint-Pol | Giovanna di Marle              |  |  |       |  |  |                                  |  |  |                            |  |
| Maria di Lussemburgo-Saint-Pol |                       | Pietro II di Lussemburgo-Saint-Pol |                                |  |  |       |  |  |                                  |  |  |                            |  |
|                                |                       | Margherita di Savoia               | Ludovico di Savoia             |  |  |       |  |  |                                  |  |  |                            |  |
|                                |                       | Margherita di Savoia               | Ludovico di Savoia             |  |  |       |  |  |                                  |  |  |                            |  |
|                                |                       | Margherita di Savoia               | Anna di Lusignano              |  |  |       |  |  |                                  |  |  |                            |  |
| Margherita di Borbone-Vendôme  |                       | Margherita di Savoia               |                                |  |  |       |  |  |                                  |  |  |                            |  |
|                                | Giovanni II d'Alençon | Giovanni I d'Alençon               |                                |  |  |       |  |  |                                  |  |  |                            |  |
|                                | Giovanni II d'Alençon | Giovanni I d'Alençon               |                                |  |  |       |  |  |                                  |  |  |                            |  |
|                                | Giovanni II d'Alençon | Maria di Bretagna                  |                                |  |  |       |  |  |                                  |  |  |                            |  |
| Renato d'Alençon               | Giovanni II d'Alençon |                                    |                                |  |  |       |  |  |                                  |  |  |                            |  |
|                                |                       | Maria d'Armagnac                   | Giovanni IV d'Armagnac         |  |  |       |  |  |                                  |  |  |                            |  |
|                                |                       | Maria d'Armagnac                   | Giovanni IV d'Armagnac         |  |  |       |  |  |                                  |  |  |                            |  |
|                                |                       | Maria d'Armagnac                   | Isabella di Navarra            |  |  |       |  |  |                                  |  |  |                            |  |
| Francesca d'Alençon            |                       | Maria d'Armagnac                   |                                |  |  |       |  |  |                                  |  |  |                            |  |
|                                |                       | Federico II di Vaudémont           | Antonio di Vaudémont           |  |  |       |  |  |                                  |  |  |                            |  |
|                                |                       | Federico II di Vaudémont           | Antonio di Vaudémont           |  |  |       |  |  |                                  |  |  |                            |  |
|                                |                       | Federico II di Vaudémont           | Maria d'Harcourt               |  |  |       |  |  |                                  |  |  |                            |  |
| Margherita di Lorena           |                       | Federico II di Vaudémont           |                                |  |  |       |  |  |                                  |  |  |                            |  |
|                                |                       | Iolanda d'Angiò                    | Renato d'Angiò                 |  |  |       |  |  |                                  |  |  |                            |  |
|                                |                       | Iolanda d'Angiò                    | Renato d'Angiò                 |  |  |       |  |  |                                  |  |  |                            |  |
|                                |                       | Iolanda d'Angiò                    | Isabella di Lorena             |  |  |       |  |  |                                  |  |  |                            |  |
|                                |                       | Iolanda d'Angiò                    |                                |  |  |       |  |  |                                  |  |  |                            |  |